# Bellinzona–Mesocco-vasútvonal
A Bellinzona–Mesocco-vasútvonal, más néven Misoxerbahn, Misoxerlinie, Misoxer line vagy olaszul Ferrovia Bellinzona-Mesocco vagy Ferrovia Mesolcinese, egy korábbi méteres nyomtávú vasútvonal a svájci Ticino és Graubünden kantonokban. A 31,3 kilométer hosszú vonal Ticino kanton fővárosától, Bellinzonától a graubündeni Misox-völgyön át Mesoccóba vezetett.
A vonalat 1907-ben nyitotta meg a Società Ferrovia elettrica Bellinzona-Mesocco (BM), amely 1942-ben egyesült a Rhétai Vasúttal (RhB). A személyszállítást 1972-ben, a teherszállítást pedig 2003-ban szüntették meg. 2013-ig a Società Esercizio Ferroviario Turistico (SEFT) múzeumvasutat, a Ferrovia Mesolcinese (FM) nevű vasútvonalat üzemeltette a fennmaradó 12,7 kilométeres szakaszon. Roveredo lakónegyedének felújítására irányuló projekt és Ticino kanton bővítési projektje a Castione-Arbedo tömegközlekedési csomópontban 2014-ben a Grono és Cama vasúti átjáró között a vonal további, 3,9 kilométerre történő lerövidítéséhez vezetett. A fennmaradó szakasz koncesszióját a SEFT 2016-ban visszaadta.

## Története

### Bellinzona-Mesocco vasútvonal

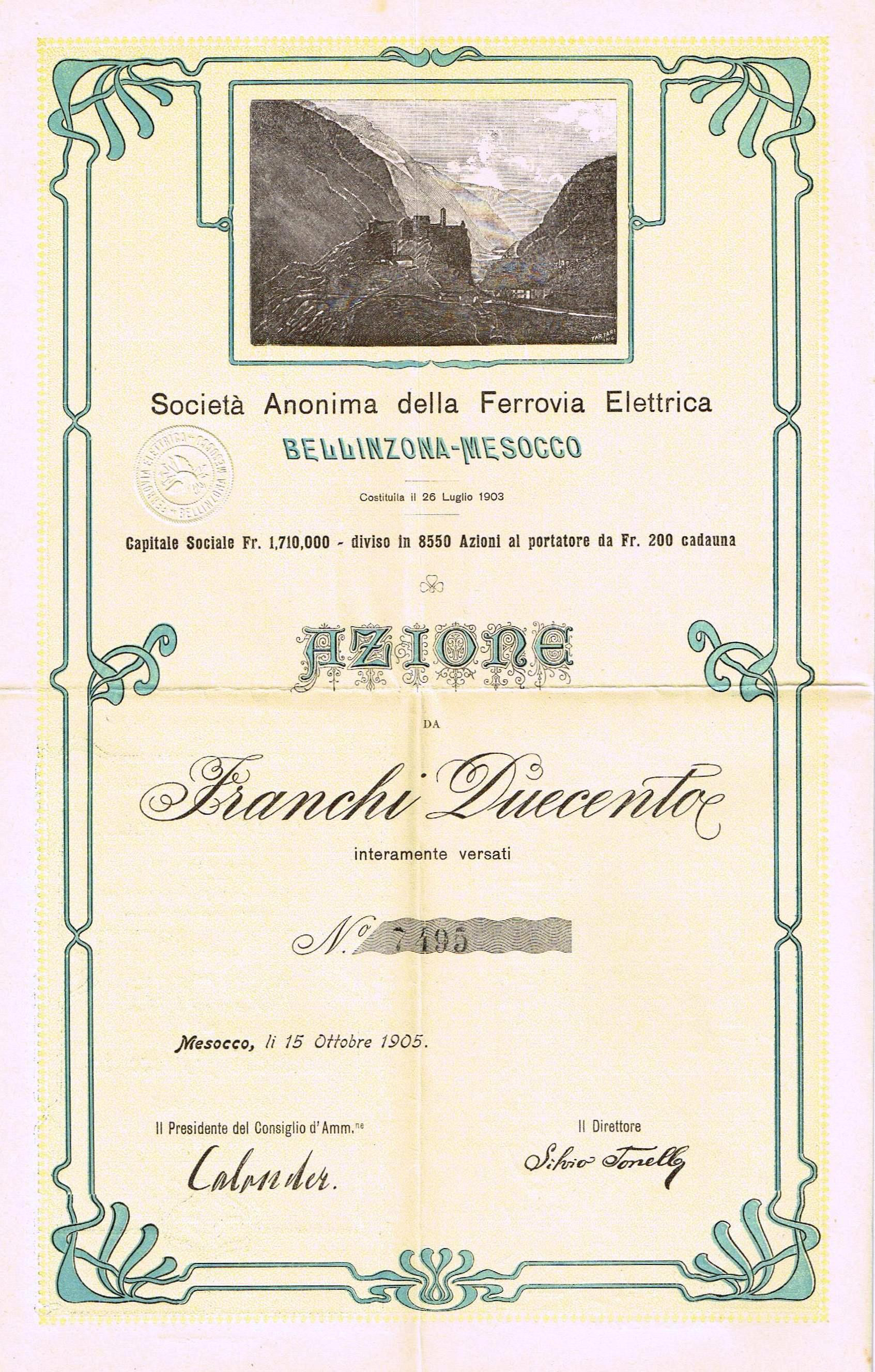
A SA della Ferrovia Elettrica Bellinzona-Mesocco 200 frankos részvénye 1905. október 15-i keltezéssel

1895-ben születtek meg az első tervek a Misox régió megnyitására a Gotthard-vasút Castione-Arbedo állomásáról induló mellékvonallal. Miután kezdetben egy normál nyomtávú vonalat fontolgattak, a graubündeniek javaslatára egy villamos meghajtású keskeny nyomtávú vasút mellett döntöttek. Miután 1903. július 26-án Lostallóban megalakult az üzemeltető társaság, 1905-ben megkezdődtek az építési munkálatok.
Az első 21,4 kilométeres szakaszt 1907. május 6-án adták át a forgalomnak. Ez volt a Bellinzonától Castione-Arbedón, a vonal üzemi központján, Lumino, San Vittore, Roveredo, Grono, Leggia és Cama érintésével Lostallóig tartó szakasz. Ezután megnyitották a forgalom előtt a Lostallo és Mesocco közötti 9,9 kilométeres folytatást Cabbiolo és Soazza állomásokkal, majdnem három hónappal később, 1907. július 31-én. A 31,3 kilométer hosszú vonal három alagúttal, 28 híddal - köztük három nagy viadukttal a Moesa folyó felett - és 18 állomással és megállóval rendelkezett. Az üzemeltetés központja Castione-Arbedo volt, a Mesocco végállomáson pedig egy további raktár és műhely épült. A legnagyobb meredekség 60 ‰, a legkisebb ívsugár 80 méter volt. A vasút saját Cebbia erőműve Mesocco közelében 1500 voltos egyenárammal látta el a vonalat.
Az 1923. február 2-i szövetségi rendelettel a Szövetségi Tanács 1922. június 19-i küldöttségének megfelelően a Szövetségi Gyűlés koncessziót adott a San Bernardino-hágón keresztül a Mesoccót a Rhätische Bahn Thusis állomásával összekötő vasútvonal építésére és üzemeltetésére. Ez a projekt azonban nem valósulhatott meg, így a szóban forgó vasútvonal Graubünden egyetlen keskeny nyomtávú vasútvonala maradt, amely nem csatlakozott a főhálózathoz.

### Összeolvadás a Rhätische Bahnnal

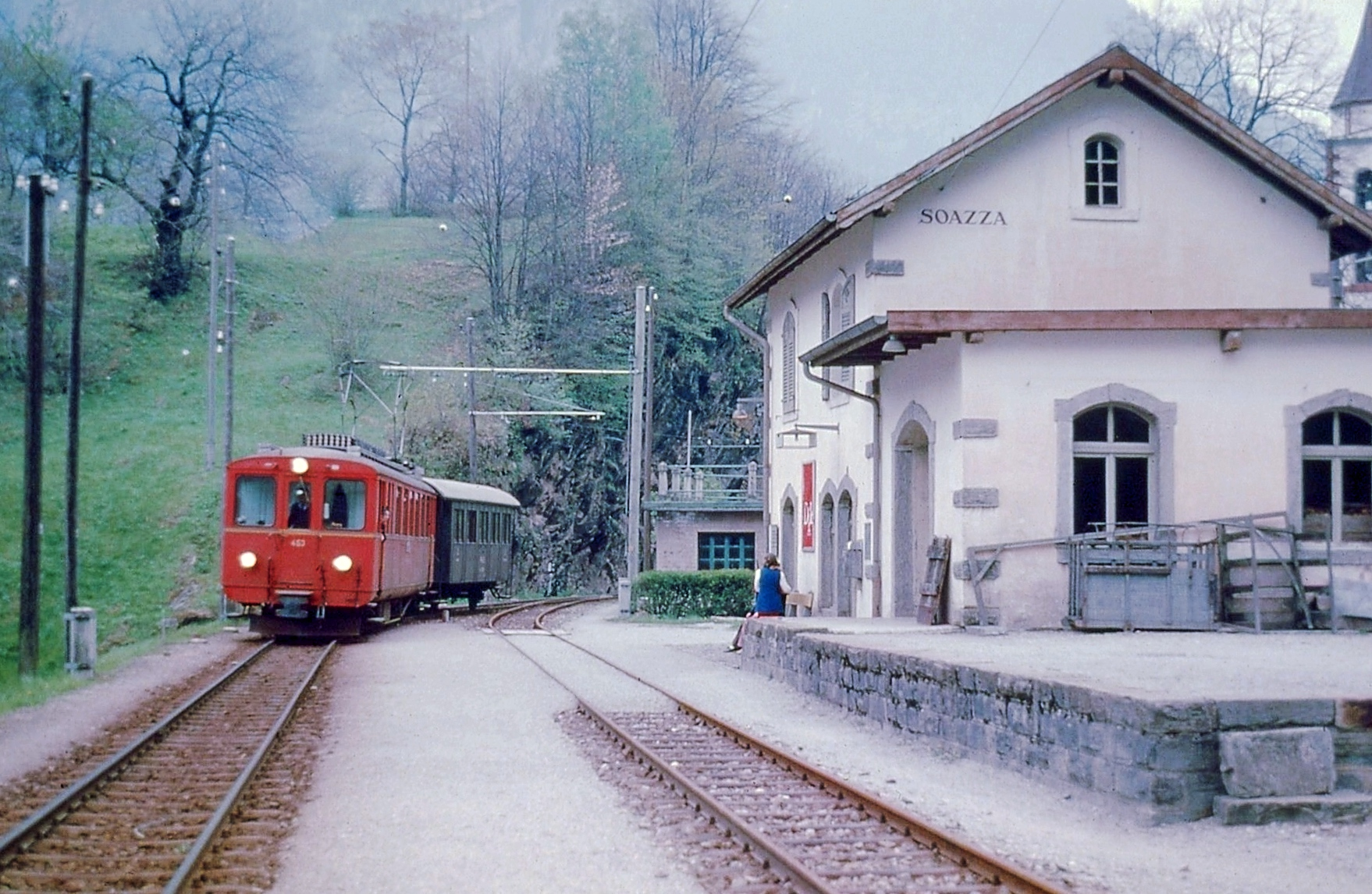
Soazza vasútállomás 1970 körül

Az 1930-as évek nem kielégítő forgalmi fejlődése után a Società Ferrovia elettrica Bellinzona-Mesocco 1942 újév napján egyesült a Rhätische Bahnnal. Ez utóbbi azonnal megkezdte a gördülőállomány, a pályarendszerek és az áramellátás korszerűsítését. A gördülőállományt 1955-ben helyezték üzembe, a Castione-Arbedo állomáson egy megfelelő gördülő rámpával.
A Rhätische Bahn azonban nem tudta megoldani a perifériás indulási pont Bellinzonában lévő problémáját. A Mesoccóba vezető vasútvonal nem a Bellinzona SBB állomáson, hanem mintegy tíz perc sétára a Piazza Mesolcina térről indult. Ennek ellenére Castione-Arbedo állomáson közvetlenül át lehetett szállni a Gotthard-vasútra, és onnan is tovább lehetett utazni.
Az 1960-as években a vasútba való további beruházás helyett úgy döntöttek, hogy a vasúttal párhuzamosan futó A13-as országutat télálló észak-déli összeköttetésként meghosszabbítják. A közúti tervezők úgy látták, hogy a vasút akadályozza az A13-as út megépítését, így már 1966-ban tárgyalások folytak a vasút megszüntetéséről. A Rhätische Bahn azonban folytatta a felújítást, 1966-ban hat könnyűfém személykocsit rendelt a Misoxer vasút számára, és három vasúti kocsi megrendelésére készült. 1967-ben egy szakértői jelentés arra a következtetésre jutott, hogy célszerűbb lenne a vasút fenntartása. Mivel ez a jelentés nem tetszett az illetékes tárcavezetőnek (közlekedési miniszter), egy második jelentést is megrendeltek. Ennek eredményeképpen a Rhätische Bahnnak meg kellett változtatnia a személykocsik megrendelését, és hat rövid kocsi helyett öt hosszú kocsit szállítottak az Arosai Vasútnak. 1969-ben a szövetségi kormány elrendelte a személyszállítás megszüntetését. A völgy tiltakozása és egy 5000 aláírást tartalmazó petíció sem tudta ezt megakadályozni.